# Jimmy Eat World (album)
 (janvier 2018).
Si vous disposez d'ouvrages ou d'articles de référence ou si vous connaissez des sites web de qualité traitant du thème abordé ici, merci de compléter l'article en donnant les références utiles à sa vérifiabilité et en les liant à la section « Notes et références ».
Albums de Jimmy Eat World
Static Prevails
Jimmy Eat World est le premier album du groupe de rock américain Jimmy Eat World sorti en 1994. 

## Liste des titres
| 1.    | Chachi            | 2:57 |
| 2.    | Patches           | 3:34 |
| 3.    | Amphibious        | 1:42 |
| 4.    | Splat Out of Luck | 2:19 |
| 5.    | House Arrest      | 2:26 |
| 6.    | Usery             | 3:18 |
| 7.    | Wednesday         | 2:10 |
| 8.    | Crooked           | 4:07 |
| 9.    | Reason 346        | 4:24 |
| 10.   | Scientific        | 7:01 |
| 11.   | Cars              | 3:39 |
| 37:37 |                   |      |